# Guarino Mezquino
Guarino Mezquino es un libro de caballerías italiano del siglo XV, escrito por el maestro florentino Andrea da Barberino y reimpreso varias veces en ese idioma. Alonso Hernández Alemán lo tradujo al español y fue publicado en Sevilla en 1512, con el título de Crónica del noble caballero Guarino Mezquino. Fue reimpreso en Sevilla en 1548 como Crónica del muy noble caballero Guarino Mezquino, en la cual trata de las aventuras que le acontecieron por todas partes del mundo (Sevilla, 1548). A su vez, en 1560 el poeta Tulia de Aragón lo puso en verso italiano, a partir del texto español.

La obra relata las aventuras del caballero Guarino, pariente del emperador Carlomagno, que recorre Europa, África, India y Tartaria y visita la cueva de la sabia Sibila y el purgatorio de San Patricio. El episodio de la Sibilia sirvió de inspiración para el libro de caballerías español Adramón (escrito a principios del siglo XVI) y posiblemente también para el Auto de la Sibila Casandra de Gil Vicente, representado por primera vez probablemente en diciembre de 1513.